# کون ریکان
کون ریکان (انگلیسی: Kuhn Rikon) شرکت لوازم خانگی سوئیسی است، که در سال ۱۹۲۶ تأسیس شد.